# Tomašek
Tomašek, auch Tomášek, Tomasek oder Tomaschek (eingedeutscht), ist ein
weit verbreiteter tschechischer Familienname, tritt vor allem in Tschechien, der Slowakei und Österreich (hier vor allem in der eingedeutschten Form Tomaschek) auf. Entstanden aus der Koseform (Tomášek=kleiner Thomas, Thomaslein) von Tomáš, zu deutsch Thomas, benannt entweder nach dem Apostel Thomas oder dem Heiligen Thomas von Aquin.

## Varianten
- polnisch: Tomaszek
- Thomaschki
- Tomaszycki

## Namensträger
- Adolf Tomaschek, österreichischer Sänger (Tenor)
- Anton Tomaschek (1806–1857), österreichischer Klavierbauer
- František Tomášek (1899–1992), tschechischer Theologe und Geistlicher, Erzbischof von Prag
- František Tomášek (Politiker) (1871–1938), tschechischer Politiker
- Janis Tomaschek (* 2001), österreichischer Basketballspieler
- Jiří Tomášek (* 1942), tschechischer Violinist
- Johann Tomaschek (Politiker) (1822–1898), österreichischer Jurist und Politiker
- Johann Tomaschek (Archivar) (* 1949), österreichischer Archivar und Bibliothekar
- Karl Tomaschek (auch Carl Tomaschek; 1828–1878), österreichischer Germanist, Literaturhistoriker und Hochschullehrer
- Martin Tomášek (* 1978), tschechischer Eishockeyspieler
- Michael Tomaschek, österreichischer Chorleiter
- Nino Tomaschek (* 1976), österreichischer Wissenschaftstheoretiker und -manager
- Róbert Tomaschek (* 1972), slowakischer Fußballspieler
- Rudolf Tomaschek (1895–1966), deutscher Physiker
- Rudolf Tomášek (* 1937), tschechoslowakischer Stabhochspringer
- Tomas Tomasek (* 1949), deutscher Germanist
- Wenzel Johann Tomaschek (Václav Jan Křtitel Tomášek; 1774–1850), tschechischer Musiklehrer und Komponist
- Wilhelm Tomaschek (Vilém Tomášek; 1841–1901), tschechisch-österreichischer Geograph und Orientalist